# Ghisonaccia

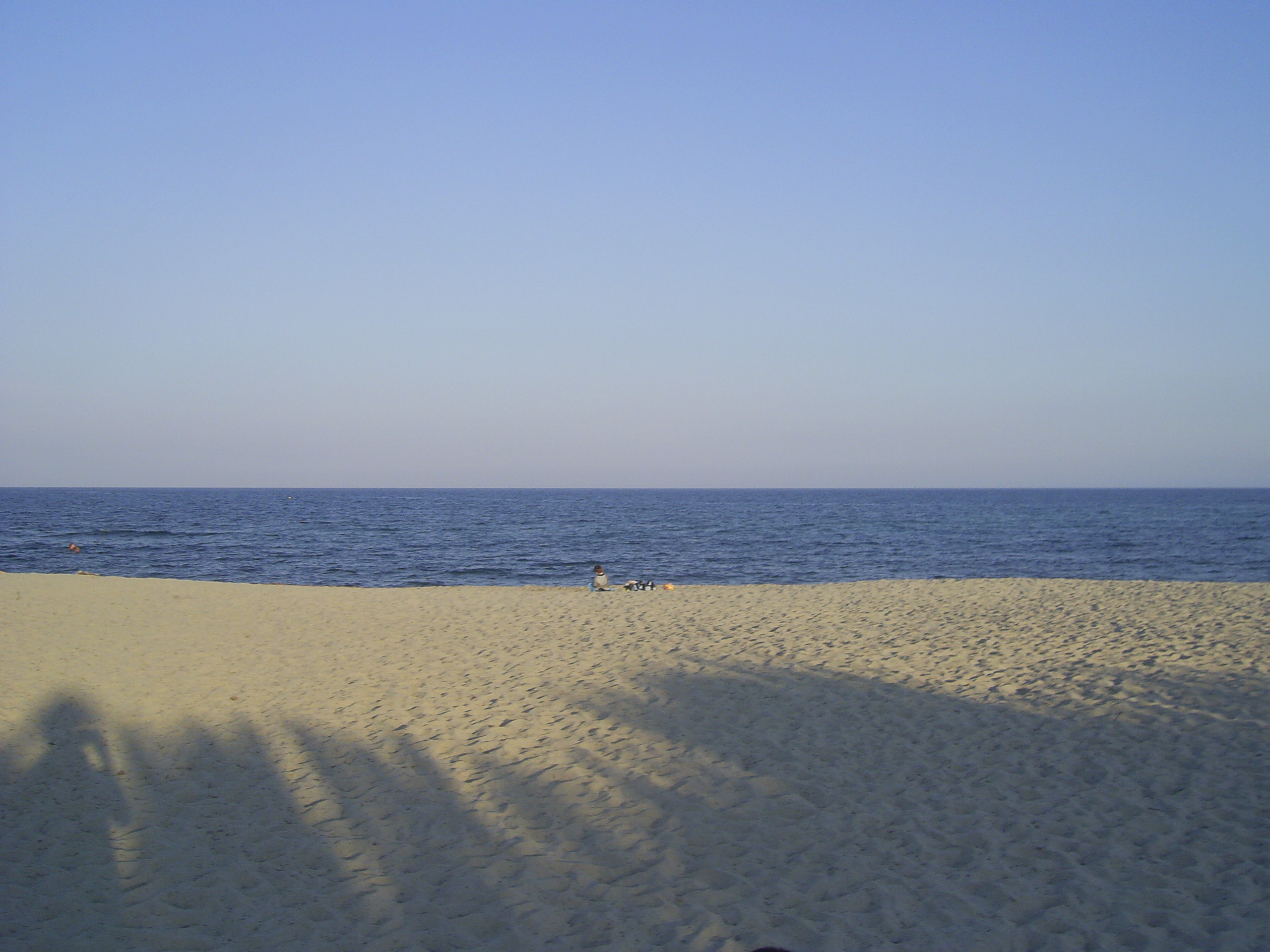
Plaża w Ghisonaccii

Ghisonaccia (kors. Ghisunaccia) – miejscowość i gmina we Francji, w regionie Korsyka, w departamencie Górna Korsyka.
Według danych na rok 1990 gminę zamieszkiwało 3270 osób, a gęstość zaludnienia wynosiła 48 osób/km².